# Зозулинець блідий
Зозулинець блідий (Orchis pallens) — вид трав'янистих рослин родини орхідні (Orchidaceae), поширений у Європі й західній Азії.

## Опис
Багаторічна рослина 15–35 см заввишки. Листки довгасто-оберненояйцевидні, без плям. Квітки жовті; губа майже округла, з округленими бічними лопатями і широкою, на верхівці слабо виїмчастою середньою лопаттю; шпорець — 11 мм довжиною. Суцвіття колосоподібне, багатоквіткове, циліндричне.
Цвіте в травні–червні, плодоносить у червні–липні.

## Поширення
Поширений у Європі й у Західній Азії (Туреччина, Закавказзя [Азербайджан, Вірменія та Грузія]).
В Україні вид зростає на гірських луках, лісових галявинах — у середньому гірському поясі Криму, рідко. Охороняється.

## Загрози й охорона
Населення та місця проживання особливо скорочуються в центральній Європі через численні антропогенні загрози. Подальшу загрозу становлять відсутність дощу, пізні морози, пошкодження дикими тваринами, такими як борсуки та кабани, урбанізація та розширення інфраструктури, туризм, вирубка лісів та збирання рослин.
Усі види орхідей включені до Додатку B до Конвенції про міжнародну торгівлю видами дикої фауни та флори (CITES). Занесений до Червоної книги Україні в статусі «Зникаючий». Охороняється в Кримському та Ялтинському гірсько-лісовому ПЗ.